# Susanne Haus
Susanne Haus (* 30. Juni 1972 in Mainz) ist eine deutsche Unternehmerin und seit November 2020 Präsidentin der Handwerkskammer Frankfurt-Rhein-Main. Zudem ist sie seit Juli 2021 gewählte Präsidentin der Arbeitsgemeinschaft der hessischen Handwerkskammern (ARGE).

## Leben
Nach ihrem Abitur 1991 absolvierte sie im Familienbetrieb Haus & Haus GbR, Malermeister & Restauratoren eine Lehre zur Malerin und Lackiererin, die sie 1993 erfolgreich abschloss. Die Meisterprüfung in ihrem Handwerk legte sie 1996 ab und schloss 1997 eine Weiterbildung als geprüfte Restauratorin im Maler- und Lackierhandwerk an. Im Jahr 2004 absolvierte Haus die Fortbildung zur Betriebswirtin im Handwerk und übernahm im Jahr 2005 die Geschäftsführung des Familienunternehmens in dritter Generation. Seit Ende 2012 ist Susanne Haus öffentlich bestellte und vereidigte Sachverständige der Handwerkskammer Rhein-Main.
Das Familienunternehmen Haus & Haus GbR, Malermeister & Restauratoren wurde im Jahr 1933 gegründet und hat seinen Firmensitz in Bischofsheim in Hessen.

## Ehrenamtliche Tätigkeit
Susanne Haus engagiert sich ehrenamtlich für die Belange des Handwerks. Zunächst war sie von 2003 bis 2014 Obermeisterin der Maler- und Lackiererinnung Groß-Gerau und von 2004 bis 2014 Vorsitzende des Gesellenprüfungsausschusses für das Maler- und Lackierhandwerk für die Stadt und den Kreis Groß-Gerau, bis sie ab November 2015 zur Vizepräsidentin der Handwerkskammer Frankfurt-Rhein-Main gewählt wurde. Seit 30. November 2020 ist Susanne Haus Präsidentin der Handwerkskammer Frankfurt-Rhein-Main. Sie wurde im Juli 2021 von der Vollversammlung der drei hessischen Handwerkskammern zur Präsidentin der Arbeitsgemeinschaft der hessischen Handwerkskammern (ARGE) gewählt. Sie hat Aufsichtsratspositionen bei der Mittelständischen Beteiligungsgesellschaft Hessen mbH und der Volksbank Mainspitze e.G. inne. Darüber hinaus ist Haus seit 2021 Mitglied im Aufsichtsrat der Signal Iduna Allgemeine Versicherung. Des Weiteren ist Haus Mitglied im Vorstand des örtlichen Gewerbevereins, im Landesbeirat der IKK classic, des Rundfunkrates des Hessischen Rundfunks und des Beirates der Wirtschaftsinitiative FrankfurtRheinMain e.V. Im Rahmen ihrer Präsidentschaft ist sie die Vertretung der Handwerkskammer Frankfurt-Rhein-Main im Länderübergreifenden Strategieforum.